# الإجهاض في القانون المصري
الإجهاض أو إسقاط الحوامل في القانون المصري يعد من جرائم الاعتداء على الحق في الحياة؛ إذ غالبًا ما يكون المقصود به إنهاء حق الجنين في الحياة المستقبلية. وقد خصص له المشرع المصري بابًا مستقلاً في قانون العقوبات هو الباب الثالث، وعنوانه: «إسقاط الحوامل وصنع وبيع الأشربة والجواهر المغشوشة المضرة بالصحة». لم يضع القانون المصري تعريفًا محددًا لإسقاط الحوامل (الإجهاض)؛ وإنما اكتفى بتحديد صوره، والعقوبات المقررة لكل صورة منه. بينما عرّفته محكمة النقض المصرية بأنه «تعمد إنهاء حالة الحمل قبل الأوان».
تعتبر جريمة الإجهاض من الجرائم كثيرة الحدوث في الحياة العملية، ومع ذلك فإنه قليلاً ما تصدر في مواجهتها أحكام بالإدانة في مصر؛ وذلك لاعتماد الجريمة في وقوعها على عنصر الخفاء فلا يبلّغ عنها، وإنما تكتشف بمحض الصدفة، خصوصًا إذا ما أدى الإجهاض إلى وفاة الحامل. وحتى إذا اكتشفت فإنه من الصعب إثباتها. كما أن قلة أحكام الإدانة قد يكون سببها تفهّم القاضي للظروف الاجتماعية أو الاقتصادية التي قد تدعو بعض الأمهات إلى اللجوء للإجهاض. الأمر الذي يدفع القاضي إلى محاولة تلمّس أسباب البراءة أو حتى امتناع المسؤولية.
تعتبر الجريمة من الجرائم المادية لا الشكلية بالنسبة للقانون المصري؛ لأن الضرر الناتج عنها يصيب كائنًا حيًا، حتى وإن كان جنينًا لم يخرج بعد إلى نور الحياة. ولكن إذا تم قتل جنين كان قد انفصل عن الرحم وأخذ طريقه في الخروج، اعتبرت الواقعة جريمة قتل لا جريمة إجهاض. فالحدث المجرّد الذي تتكون به الجريمة هو القضاء على جنين داخل الرحم، أو القضاء عليه بفصله من الرحم قبل الأوان الطبيعي للولادة. ولا يعاقب القانون المصري على الشروع في الإجهاض بالرغم من أنه متصور الحدوث، كما أن الاشتراك في الإجهاض ممكن كذلك بأساليب الاتفاق أو التحريض أو المساعدة التي لا تنصبّ على جسد الحامل، وإلا اعتبر الجاني فاعلاً أصيلاً لا مجرد شريك.

## أركانه

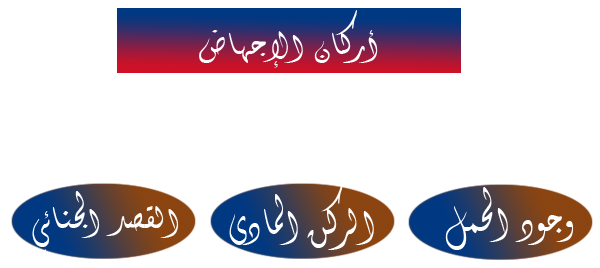
أركان الإجهاض.

حتى يمكن القول بوقوع الإجهاض، فإنه لا بد من وجود جنين يقع اعتداء على حقه في الحياة المستقبلية؛ وذلك لوجود حق للجنين في النمو الطبيعي داخل الرحم حتى الموعد الطبيعي لولادته. بالإضافة إلى شرط وجود الحمل، فإنه يشترط توافر ركن مادي وركن معنوي لوقوع جريمة الإجهاض.

### الركن المفترض: وجود الحمل

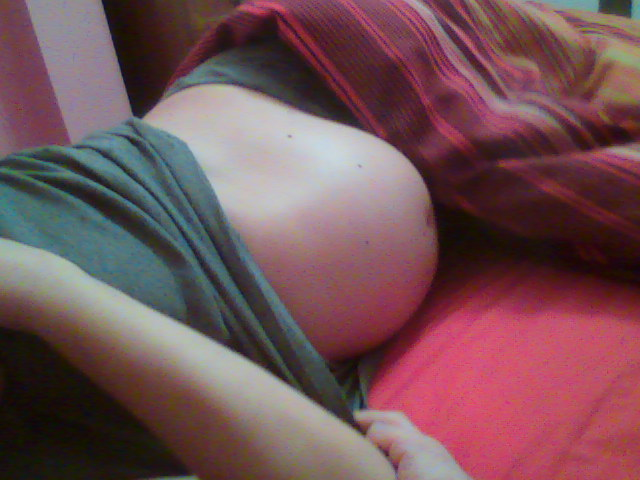
يعتبر «وجود الحمل» ركنًا مفترضًا لا تقوم بدونه جريمة الإجهاض.

الركن المفترض في النشاط الإجرامي هنا هو امرأة، وأن تكون هذه المرأة حاملاً؛ وذلك لأن محل الاعتداء في جريمة الإجهاض هو أصلاً حق الجنين في أن يحيا حياته المستقبلية. لذلك يفترض وجود جنين في رحم المرأة يقع عليه فعل الإجهاض، سواء بإخراجه حيًا قبل موعد ولادته، وهو ما يفضي في الغالب إلى وفاته، أو بقتله في الرحم، وهو ما يقتضي إخراجه منه حفاظًا على حياة الحامل. على أنه ليس المجني عليه في الجريمة هو المرأة، وإنما هو الحمل الكائن فيها؛ لذلك ألحقت هذه الجريمة بجرائم الاعتداء على الحق في الحياة. ولا يعد هذا الحمل إنسانًا؛ لأنه لم ير نور الحياة بعد، ولكنه ليس - في الوقت ذاته - مجرّد شطر من بطن المرأة أو مجرّد مقدمة لحياة، وإنما هو بمثابة شخص، بدليل نموه الخاص به، وبدليل أن له حركة ونبضًا يظهران ولو بعد نشأته بعض الوقت.
ويبدأ الحمل قانونًا بتلقيح الحيوان المنوي للرجل لبويضة المرأة. وتكون هي بداية حياة الجنين التي تنتهي ببداية عملية الولادة. لذلك يتحدد مجال جريمة الإجهاض بالفترة بين الإخصاب وبداية عملية الولادة. فلا إجهاض قبل بدء عملية الإخصاب، ولا إجهاض بعد بداية عملية الولادة، وإنما يبدأ مجال الاعتداء على حياة الإنسان أو سلامة جسمه منذ بداية عملية الولادة. وتبدأ حماية حق الجنين في الحياة بدايةً من لحظة الإخصاب وحتى لحظة بداية الولادة دون اشتراط مرور فترة زمنية محددة على الإخصاب. لذلك اعتبر القانون المصري أن إخراج الجنين من الرحم بوسيلة صناعية قبل الموعد الطبيعي للولادة، حتى ولو كان الحمل في ساعاته الأولى، يعد إجهاضًا للجنين. وتطبيقًا لذلك، قضت محكمة النقض المصرية برفض إباحة إجهاض الجنين الذي لم يتجاوز عمره أربعة أشهر رغم أن الشريعة الإسلامية تبيح ذلك، وأن المادة 60 من قانون العقوبات المصري تبيح ما تبيحه الشريعة، مقررة أن ما ورد عن الشريعة في هذا الخصوص ليس أصلاً ثابتًا في أدلتها المتفق عليها، وإنما هو اجتهاد للفقهاء انقسم حوله الرأي فيما بينهم.
وإذا كانت الجريمة تقوم على افتراض وجود الحمل عند ارتكاب فعل الإجهاض، فهذا يعني أنه إذا لم تكن المرأة حاملاً، فلا تقع الجريمة ولو كان الفاعل يعتقد أنه يباشر نشاطه على امرأة حامل وكان قصده من الفعل إسقاط حملها. ذلك أن المادة 264 من قانون العقوبات تنص صراحةً على أنه لا عقاب على الشروع في الإجهاض، كما أن عدم وجود الحمل يعد من قبيل الاستحالة المطلقة أو القانونية التي تمنع من تحقق الشروع في الجريمة.

### الركن المادي

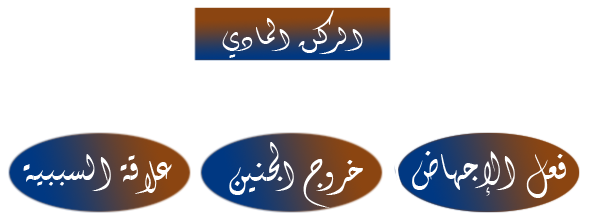
عناصر الركن المادي للإجهاض.

عناصر الركن المادي للإجهاض ثلاثة هي: فعل الإجهاض، ونتيجته (خروج الجنين من الرحم)، وعلاقة السببية التي تربط بين فعل الإجهاض ونتيجته.

#### فعل الإجهاض
هو كل فعل يكون من شأنه إخراج الجنين من الرحم قبل الموعد الطبيعي لولادته. وقد أشار القانون إلى بعض وسائل الإجهاض على سبيل المثال لا الحصر؛ فذكر الضرب أو نحوه من أنواع الإيذاء، والأدوية أو الوسائل المؤدية إلى الإجهاض. ويعد استعمال وسيلة لإخراج الجنين قبل الأوان معيارًا قانونيًا للتمييز بين الإجهاض المعاقب عليه قانونًا، وبين الإجهاض الطبيعي الناتج مرض معيّن أو ضعف بدني أو مجهود زائد، وبين الولادة المبتسرة التي تؤدي إلى خروج الجنين قبل موعده الطبيعي بشكل تلقائي دون استعمال أي وسائل خارجية.
ومن وسائل الإجهاض:

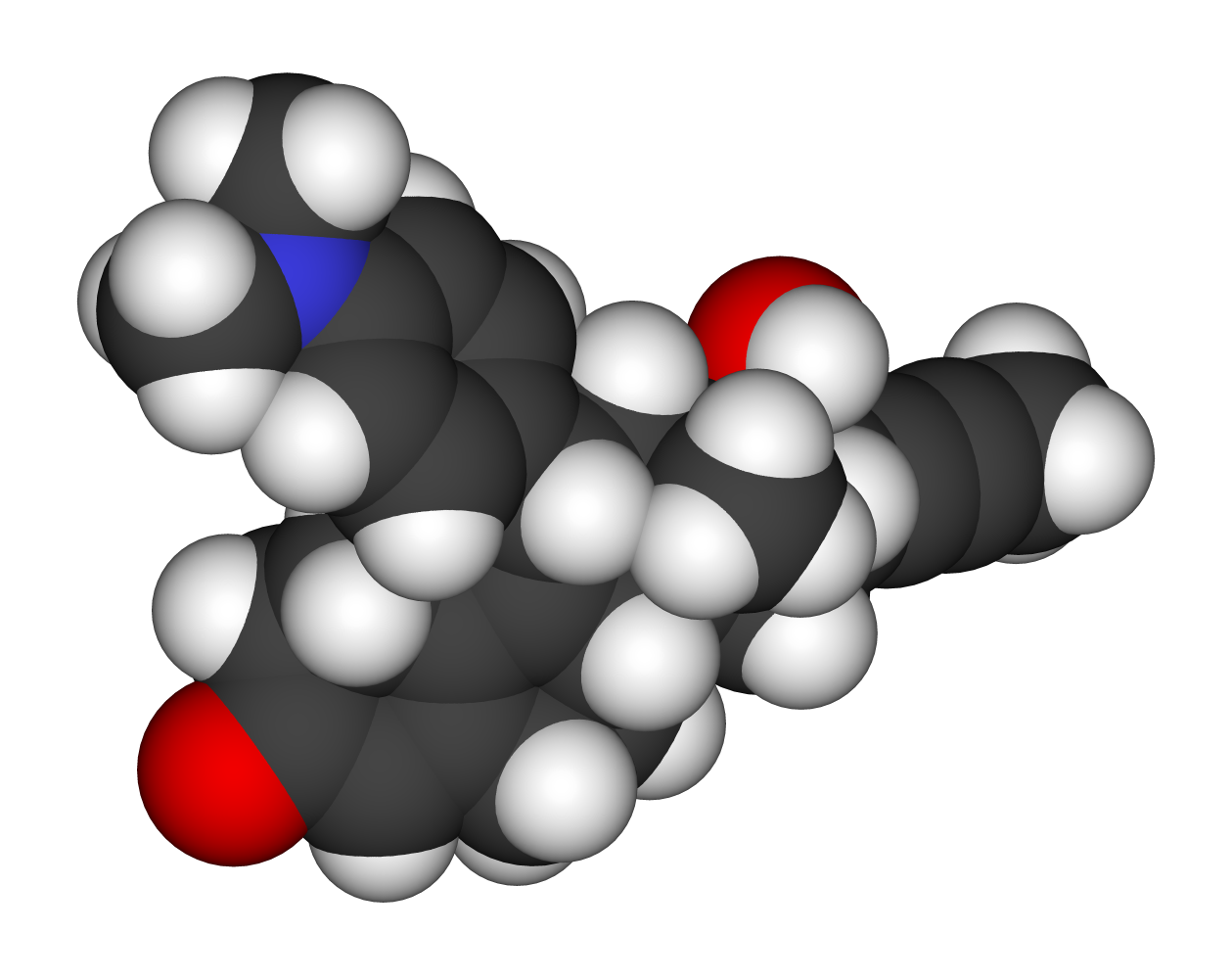
ميفبريستون، أحد طرق الإجهاض الكيميائية.

- الوسائل الطبية كالجراحة، أو غير طبية كاستعمال العنف والضرب أو غيره من وسائل الإيذاء البدني.[14]
- الوسائل الكيميائية التي تحدث تقلّصات في عضلات الرحم يترتب عليها إخراج الجنين أو قتله داخل الرحم تمهيدًا لإخراجه.[9][14]
- الوسائل الميكانيكية التي تتمثل في استخدام آلة أو أداة لإخراج الجنين من الرحم أو قتله.[14][15]
- بعض الوسائل التي تتّخذ مظهرًا بريئًا يخفي حقيقة هدفها؛ كتدليك جسد الحبلى، أو أن تمارس رياضة عنيفة كالقفز أو الرقص أو ركوب الخيل، أو ارتداءها ملابس ضيقة تضغط على جسمها على نحو يؤدي إلى إجهاضها.[14][15]
- وسائل الإيذاء النفسي أو المعنوي التي تؤدي إلى الإجهاض، طالما كانت النية من استعمالها حدوث ذلك.[14][ملحوظة 2]
- امتناع الحامل عن منع الغير من إتيان فعل الإجهاض على جسمها. وقد أشار القانون إلى ذلك بقوله: أو «مكّنت غيرها من استعمال تلك الوسائل لها».[14][15]

#### خروج الجنين قبل الأوان

اجهاض بالشفط بعد 8 اسابيع من عمر الحمل (6 أسابيع من الإخصاب).
1:الرحم
2:الجنين
3:بطانة الرحم
4:منظار
5:المجرفة الطبية
6:موصل بمضخة شفط.

خروج الجنين من الرحم قبل الموعد الطبيعي للولادة هو النتيجة التي يجرمها القانون. ويستوي الأمر إذا خرج الجنين ميتًا، أو خرج حيًَا ولكنه غير قابل للحياة، فبدون ذلك لا تتحقق جريمة الإجهاض. ولا يعاقب القانون على الشروع فيه. أما إذا خرج الحمل من الأم، بفعل الإجهاض، وبقى حيًا، فلا تتحقق جريمة الإجهاض؛ وإنما يعد الفعل تعجيلاً للولادة.
وإذا استعملت وسائل لإخراج الحمل قبل أوانه، وأدت إلى وفاة الحامل مع بقاء الحمل في رحمها، فإنه لا تتحقق جريمة الإجهاض؛ وإنما تحقق جريمة ضرب أو جرح أو إعطاء مواد ضارة أفضت إلى الموت. أما إذا خرج الجنين وماتت الأم، تحققت جريمتا الإجهاض والضرب أو الجرح أو إعطاء المواد الضارة التي أفضت إلى الموت. وفي هذه الحالة يحكم بعقوبة الجريمة الأشدّ.

#### علاقة السببية
من اللازم أن تتواجد علاقة السببية ما بين استعمال وسائل الإجهاض، أيًا كان نوعها، وبين خروج الجنين من رحم أمه ميتًا أو غير قابل للحياة قبل الموعد الطبيعي لولادته. بمعنى آخر، يجب أن تكون الوسيلة المجهضة هي سبب موت الجنين؛ بألا يكون الإجهاض راجعًا إلى سبب طبيعي غير هذه الوسيلة. وإلا ترتّب على ذلك عدم اكتمال الركن المادي لجريمة الإجهاض، ومن ثمّ عدم قيامها.
وإذا وقع الإجهاض بسبب آخر غير الوسيلة التي استعملها الجاني، بنية إحداث الإجهاض، فإن ذلك يعد مجرّد شروع في الجريمة لا يعاقب عليه القانون المصري. ولقاضي الموضوع سلطة تقديرية -وفقًا للقواعد العامة- في تقرير مدى توافر علاقة السببية بين نشاط المتهم، والنتيجة الإجرامية أو عدم توافرها.

### الركن المعنوي: القصد الجنائي
الإجهاض في كافة صوره جريمة عمدية يتّخذ ركنها المعنوي صورة القصد الجنائي في انصراف إرادة الجاني إلى الفعل المادي المكوّن للجريمة على النحو الذي حدده القانون. لذلك لا يعد إجهاضًا أي خطأ غير عمدي يؤدي إلى إخراج الجنين قبل موعد ولادته، ولو كان هذا الخطأ جسيمًا؛ وذلك بسبب انتفاء القصد الجنائي لدى المتهم بالإجهاض، وتقتصر مسؤوليته على الإصابة غير العمدية فحسب. ويتطلب القصد الجنائي في جريمة الإجهاض أن يكون المتهم عالمًا -وقت ارتكاب فعله- بوجود الحمل. فإذا أتى فعلاً على امرأة يجهل أنها حامل، وترتب على فعله هذا إجهاضها، انتفى القصد الجنائي لديه. مثال ذلك من يضرب امرأة يجهل أنها حامل في شهرها الأول، قاصدًا إيذائها، فيترتب على الضرب إسقاطها.
ويجب أن يعلم المتهم بخطورة فعله على حياة الجنين، فإن جهل ذلك انتفى قصده الجنائي. مثال ذلك من يحرّض امرأة، يعلم بحملها، على ممارسة رياضة عنيفة، دون أن يكون عالمًا بخطورة هذه الممارسة على حملها، فإنه تنتفي مسؤوليته عن الإجهاض. كما يجب أن تتجه إرادة المتهم إلى إخراج الجنين من الرحم قبل الموعد الطبيعي لولادته، وهي النتيجة التي يجرّمها القانون في الإجهاض. وعليه، ينتفى القصد الجنائي لدى من يضرب زوجته بنية تأديبها، وهو يعلم بحملها، دون أن تتوافر لديه نية إجهاضها. كذلك ينتفى القصد الجنائي لدى من يدفع الحبلى، فتسقط من مكان مرتفع على الأرض، مما يؤدي إلى إجهاضها دون أن يريد هذه النتيجة (وفي هذه الحالة تعد الواقعة مجرد ضربًا عاديًا).
وتطبيقًا للقاعدة العامة في القانون المصري التي تقضي بأن الباعث على الجريمة لا يدخل في عناصر القصد الجنائي، فإنه لا عبرة بالبواعث الدافعة لارتكاب الإجهاض، إذا ما تحقق القصد الجنائي. أي أنه لا تؤثر نوعية الدافع -على الإجهاض- في العقوبة؛ سواء تمّ الإجهاض بدافع الانتقام، أو بدافع حماية الشرف والاعتبار (كأن يكون الحمل ثمرة علاقة جنسية غير مشروعة؛ كزنا أو اغتصاب)، أو بدافع التخلص من أعباء اقتصادية يضيفها الحمل إلى الأسرة وهي غير قادرة على تحملها، أو بدافع من حمل يخشى أن يفضي إلى ميلاد طفل مشوه أو مصاب بمرض خطير، أو إلى إرهاق الأم في غير الأحوال التي قد يقررها القانون.

## عقوبته
الأصل أن الإجهاض جنحة، يعاقب عليها بالحبس، لكنه قد يكون جناية.

### كجنحة
نصّت المادتان 261، 262 من قانون العقوبات المصري على الإجهاض كجنحة.

#### حسب المادة 261
| الإجهاض في القانون المصري | كل من أسقط عمدًا امرأة حبلى؛ بإعطائها أدوية، أو باستعمال وسائل مؤدية إلى ذلك، أو بدلالتها عليها، سواء كان برضائها أو لا، يعاقب بالحبس. | الإجهاض في القانون المصري |

يفترض النص السابق توافر أركان الإجهاض السالف ذكرها، كما يفترض أن المتهم هو شخص غير الحامل التي أسقط حملها، رجلاً كان أو امرأة. لكن يشترط ألا يكون طبيبًا أو جراحًا أو صيدليًا أو قابلة؛ لأن توافر هذه الصفة يجعل الإجهاض جناية لا جنحة. كما يشترط، لتطبيق نص المادة، تجرّد وسيلة الإجهاض من العنف؛ لأن نص المادة 261 عقوبات يتكلم عن إعطاء أدوية أو استعمال وسائل مؤدية إلى الإجهاض لا تنطوي على عنف؛ لأن الإجهاض عن طريق العنف يعتبر جناية لا جنحة، طبقًا للمادة 260 من قانون العقوبات.
وقد اعتبر المشرع المصري أن من يقوم بإرشاد المرأة الحامل على وسائل الإجهاض يعد فاعلاً لجريمة الإجهاض، بصريح النص، لا مجرّد شريك فيها. ويعد هذا الحكم خروجًا على القواعد العامة في القانون المصري في شأن التفرقة بين الفاعل والشريك، ويترتب عليه أن من يدل الحامل على وسيلة الإجهاض يعاقب على جريمة الإجهاض، حتى لو لم تستعمل الحامل تلك الوسيلة في الإجهاض. كما أن المرأة الحامل التي تستعمل الوسيلة التي دلّها عليها المتهم لا تعتبر شريكة له في جريمته؛ وإنما تعدّ فاعلة لجريمة إسقاط الحامل نفسها، وهي الجريمة التي نصّت عليها المادة 262 من قانون العقوبات المصري. ويستوي لقيام جنحة الإجهاض المنصوص عليها في المادة 261 عقوبات أن تكون الحامل قد رضيت بمباشرة فعل الإجهاض أم لا؛ لأن رضاء الحامل بالإجهاض لا يعد من أسباب إباحته.

#### حسب المادة 262
| الإجهاض في القانون المصري | المرأة التي رضيت بتعاطي الأدوية مع علمها بها، أو رضيت باستعمال الوسائل السالف ذكرها، أو مكّنت غيرها من استعمال تلك الوسائل لها، وتسبب الإسقاط عن ذلك حقيقة، تعاقب بالعقوبة السابق ذكرها. | الإجهاض في القانون المصري |

يتطلب المشرّع لقيام هذه الجريمة توافر أركان الإسقاط السابق بيانها في المادة 260 عقوبات. ويقرر هذا النص عقاب الحامل التي تقبل تعاطي الأدوية أو تقبل استعمال وسائل الإجهاض متى حدث الإجهاض بالفعل. ومن البديهي أن نص المادة 262 عقوبات يشمل أيضًا حالة إسقاط المرأة نفسها دون أن يحرّضها على ذلك أحد أو يدلّها على وسائل الإجهاض أحد؛ لأنه لو كان عقاب المرأة التي تسقط نفسها، أو تستعمل وسائل لذلك، واقفًا على شرط عرض هذه الوسائل عليها من الغير وقبولها، كما يوحي به ظاهر نص المادة 262 عقوبات، فإن ذلك سيؤدي إلى إعفاء المرأة من العقاب على الإجهاض إذا ارتكبته بإرادتها تلقائيًا بغير إرشاد أحد، وعقابها على إسقاط نفسها بنفسها فقط في الحالة التي يرشدها غيرها إلى وسائل الإجهاض. وهي نتيجة لا يمكن أن يكون قد انصرف إليها قصد واضع النص لعدم معقوليتها.
ولا عبرة بوسيلة الإجهاض التي استعملتها المرأة في إسقاط نفسها بنفسها؛ فالجريمة تظل بالنسبة لها جنحة، ولو أسقطت نفسها «بضرب أو نحوه من أنواع الإيذاء»؛ لأن ظرف العنف لا يشدد العقاب على الإجهاض إلا إذا كان المسقط غير الحامل نفسها. فمن يسقط الحامل برضائها عن طريق العنف، لا يعد فعله جنحة؛ وإنما يعد جناية طبقًا لنص المادة 260 من قانون العقوبات. ويعني ذلك أن الإشارة إلى الوسائل السالف ذكرها في المادة 262 تنصرف إلى وسائل العنف وغيرها من الوسائل إذا استعملتها المرأة بنفسها على نفسها.
وقد عاقب المشرّع المصري على جنح الإجهاض بالحبس بين حدّيه العامّين مما يترك للقاضي سلطة تقديرية واسعة في تحديد مدة الحبس بين حدّيه. ولا عقاب على الشروع في هذه الجنحة بالنص الصريح.

### كجناية
يعد الإجهاض جناية في حالة توافر أحد الظرفين المشددين الذين نصت عليهما المادتان 260، 263 من قانون العقوبات المصري. ويعاقب على جنايات الإجهاض بالسجن المشدد بين حدّيه العامّين، فتوافر أحد الظرفين يغير من وصف الجريمة ويجعلها جناية. لكن الشروع في هذه الجناية يظل غير معاقب عليه؛ لأن المادة 264 من قانون العقوبات المصري قررت عدم العقاب على الشروع في الإجهاض سواء كان جنحة أو جناية.

#### التشديد بحسب وسيلة الإجهاض
| الإجهاض في القانون المصري | كل من أسقط عمدًا امرأة حبلى بضرب أو نحوه من أنواع الإيذاء، يعاقب بالسجن المشدد. | الإجهاض في القانون المصري |

تفترض هذه المادة توافر أركان الإجهاض، ثم ارتكابه بوسيلة عنيفة. وهذه هي الحالة الوحيدة التي اعتدّ فيها القانون المصري بوسيلة الإجهاض ومدى ما تتضمنه من خطورة وضرر على سلامة جسم الحامل. أيضًا تفترض هذه المادة أن مرتكب الإجهاض شخص غير الحامل التي أجهضت حملها، سواء رضيت الحامل باستعمال العنف لإسقاطها أو لم ترضى؛ لأنه لو اشترط القانون، من أجل تشديد عقاب المتّهم، أن يكون العنف المستعمل دون رضاء المرأة، فإن ذلك سيعني أن الإجهاض بالإيذاء سيصبح مباحًا إذا تمّ برضاء الحامل، وهو ما لم يقل به أحد. ويعني ذلك أن ظرف العنف يشدد عقاب المتهم الذي يسقط المرأة الحامل بالضرب أو نحوه من أنواع الإيذاء، سواء حدث ذلك برضاء المرأة الحامل، أو بدون رضاها.
ولا يشترط القانون في وسائل العنف المشددة لعقوبة الإجهاض أن تمسّ مساسًا جسيمًا بجسم الحامل؛ بل يكفي أن تحدث ألمًا بدنيًا في جسمها. كما لا يشترط القانون شكلاً محددًا لتلك الوسائل؛ فكل وسائل العنف تستوي لتحقيق الظرف المشدد؛ سواء تمثّل في الضرب باليد، أو الركل بالقدم، أو الضرب بأداة معينة كحبل أو عصا، أو إلقاء الحامل من مكان مرتفع، أو غير ذلك من صور العنف. ولا يشترط القانون أن تصدر أفعال العنف عن الجاني نفسه؛ بل قد يقوم الجاني بإكراه المرأة الحامل -ماديًا أو معنويًا- على ارتكاب أفعال العنف على نفسها؛ كالزوج الذي يجبر زوجته الحامل على القفز من مكان مرتفع بقصد إسقاط حملها، فتحقق غرضه. ومن الممكن أن ترتكب أفعال العنف من شخص غير مسؤول جنائيًا بتحريض من الجاني نفسه؛ كالزوج الذي يحرّض ابنه الصغير على ضرب أمه بعصا غليظة على بطنها بقصد إجهاض حملها، فتحققت النتيجة التي أرادها.

#### التشديد بحسب صفة الجاني
| الإجهاض في القانون المصري | إذا كان المسقط طبيبًا، أو جراحًا، أو صيدليًا، أو قابلة، يحكم عليه بالسجن المشدد. | الإجهاض في القانون المصري |

يفترض هذا الظرف توافر أركان الإجهاض، كما يفترض أن المتهم غير المرأة الحامل التي أسقطت؛ لأن الحامل إذا أسقطت نفسها، وكانت من أصحاب المهن المذكورة في النص، لا يشدد عقابها؛ وإنما يعدّ الإجهاض بالنسبة لها جنحة طبقًا لنص المادة 262 من قانون العقوبات المصري.
وسبب تشديد العقوبة، على من تتوافر له إحدى الصفات التي ذكرها النص، يرجع إلى أنه يسهل عليه ارتكاب الإجهاض بسبب خبرته الفنية، وما يحوزه من وسائل وأدوية تمكّنه من القيام به دون أن يترك في الغالب أثرًا لجريمته. هذا فضلاً عن أن المتهم يسيء بذلك استعمال صفته وخبرته الفنية في غير ما ينبغي أن تستعمل فيه من أغراض مشروعة هي خدمة المجتمع، وليس التشجيع على الإجهاض وتيسير الالتجاء إليه. فالمرأة غالبًا ما تتجنب الإجهاض إذا لم تأمن عواقبه، بعكس ما إذا كان المسقط من أصحاب المهن الطبية، فإن في هذا تشجيعًا لها على الإجهاض؛ لما يتضمنه من تأمين ضد مخاطر عملية الإجهاض، وما قد يترتب عليها من عواقب قد تصل إلى وفاة المرأة.
ولا يشترط القانون، لتشديد العقاب، أن يكون الطبيب، أو من في حكمه من أصحاب المهن الطبية، قد احترفوا إجراء عمليات الإجهاض؛ بل يشدد العقاب حتى ولو أجرى أحدهم الإجهاض للمرة الأولى. كما لا يشترط القانون، لتشديد العقاب، أن يتقاضى المتهم أجرًا عن العملية؛ فقد يتم الإجهاض على سبيل المجاملة، فينطبق الظرف المشدد على الطبيب الذي يجري عملية إسقاط لزوجته أو لابنته دون أن يتقاضى مقابلاً لذلك. وقد ذكرت المادة أصحاب المهن الطبية، الذين ينطبق عليهم التشديد، على سبيل الحصر، وهم: «الطبيب، والجراح، والصيدلي، والقابلة». ومن ثمّ لا يجوز القياس عليهم، حتى ولو كانت صفة المتهم قد سهّلت له ارتكاب الإجهاض؛ كأن يكون المتهم طالبًا في كلية الطب، أو ممرضًا، أو مستخدمًا في صيدلية أعطى امرأة حبلى أدوية تؤدي إلى إسقاطها.

### إباحته
يباح الإجهاض في مصر إنقاذًا للمرأة الحامل من خطر جسيم يهددها كالموت؛ بحيث يكون الإجهاض هو الوسيلة الوحيدة لدفع هذا الخطر. وذلك على أساس أن الخطر -في هذه الحالة- يعد مانعًا من موانع المسؤولية الجنائية حسب القانون المصري؛ «لأنه من الأصلح للمجتمع أن يبقي على امرأة نافعة للأسرة من أن يقضي عليها في سبيل حمل لم يولد». أما إذا كان من قام بالإجهاض طبيبًا أو جراحًا، فإن فعله يكون مباحًا باعتباره استعمالاً لحق مباشرة الأعمال الطبية.